# Eupithecia saisanaria
Eupithecia saisanaria là một loài bướm đêm trong họ Geometridae.